# Bataillon (film, 2015)
Pour les articles homonymes, voir Bataillon (homonymie).
Pour plus de détails, voir Fiche technique et Distribution.
Bataillon (Батальонъ, Batalion) est un film russe réalisé par Dmitri Meskhiev, sorti en 2015.

## Synopsis
Le film relate l'histoire d'un bataillon composé uniquement de femmes créé en 1917 et commandé par Maria Botchkareva.

## Fiche technique
- Titre original : Батальонъ, Batalion
- Titre français : Bataillon
- Réalisation : Dmitri Meskhiev
- Scénario : Evgueni Ayzikovitch et Igor Ougolnikov
- Costumes : Sergueï Stroutchyov
- Photographie : Ilya Averbakh
- Montage : Alekseï Maklakov et Maria Sergeenkova
- Musique : Youri Poteenko
- Pays d'origine : Russie
- Format : Couleurs - 35 mm - 2,35:1
- Genre : action, drame, historique
- Durée : 120 minutes
- Date de sortie :
  - Russie : 20 février 2015

## Distribution
- Maria Aronova : Maria Botchkareva
- Maria Kojevnikova : Natalia Tatishcheva
- Marat Bacharov : Alexandre Kerenski
- Yanina Malinchik : Dusya Grinyova
- Evgeniy Dyatlov : Aleksey Tseplyaev, polkovnik

## Distinctions

### Récompenses
- 14e cérémonie des Aigles d'or : meilleure actrice dans un second rôle pour Maria Kojevnikova, meilleure musique, meilleur montage et meilleur son.

### Sélections
- Kinotavr 2015 : sélection hors compétition
- Festival du cinéma russe à Honfleur 2015 :  sélection en section Panorama